# Pedro Bastidas
Pedro Antonio Bastidas Pedrá (Maracay, Aragua, 17 de enero de 1976-Ib., 19 de abril de 2021) fue un político venezolano, miembro del Partido Socialista Unido de Venezuela y alcalde del municipio Girardot del estado Aragua desde el 1 de diciembre de 2008 hasta el momento de su deceso. Era técnico medio Agropecuario mención Fitotecnia y T.S.U. en Mercadeo mención Investigación de Mercado y licenciado en Administración de Recursos Materiales y Financieros. Era hijo del diputado Pedro Bastidas (padre). Falleció el 19 de abril de 2021 por COVID-19.

## Carrera política

### Actividades y responsabilidades políticas
- Testigo de mesa de las elecciones presidenciales de 1998 en Escuela Trino Celis Ríos, La Romana, Maracay, en diciembre de 1998.
- Coordinador juvenil MVR de la parroquia Los Tacarigua, entre 1999 y el 2000.
- Coordinador juvenil MVR del municipio Girardot, Maracay, 2000-2001.
- Delegado nacional del XV Festival Mundial de la Juventud y los Estudiantes celebrado en Argelia en el año 2001.
- Presidente Junta Parroquial Los Tacarigua, Maracay, entre 2002-2003.
- Delegado nacional al 40 Aniversario de la Unión de Jóvenes Comunistas (UJC) celebrado en La Habana en 2002.
- Coordinador regional de la juventud del MVR, entre 2001 y 2006.
- Miembro de la coordinación regional de la comisión de contraloría social de la Misión Ribas en Aragua entre 2003 y 2004.
- Delegado regional elecciones internas del MVR, Caracas, 2004.
- Patrullero electoral del Comando Maisanta de la parroquia Los Tacarigua, Maracay, estado Aragua, 2004.
- Delegado regional del I Consejo Patriótico Nacional de la Juventud del MVR, Barquisimeto, estado Lara, 2004.
- Testigo principal de mesa para proceso electoral de reparos prereferémdun presidencial 2004 en la escuela Dolores Mendoza, Las Delicias, Maracay, estado Aragua.
- Jefe de Campaña Regional del MVR, elección de concejales y junta parroquiales, agosto de 2005.
- Coordinador de eventos del Comando de Campaña regional del MRV para diputados a la Asamblea Nacional, 2005.
- Presidente del comité preparatorio regional del XVI Festival Mundial de la Juventud y los Estudiantes, Venezuela, Capítulo Aragua, agosto de 2005.
- Diputado regional, presidente de la Comisión de Educación, Cultura, Juventud y Deporte del Consejo Legislativo del Estado Aragua.
- Delegado regional del II Consejo Patriótico Nacional de la Juventud del MVR, Cumaná, estado Sucre, marzo de 2005.
- Delegado regional del III Consejo Patriótico Nacional de la Juventud del MVR, Río Chico, estado Miranda, marzo de 2006.
- Miembro del equipo regional promotor del PSUV-Aragua, 2007.
- Coordinador de organización y logística del Comando Zamora Aragua, para referéndum Reforma Constitucional, diciembre de 2007.

### Alcalde de Girardot

#### Primer período (2008-2013)

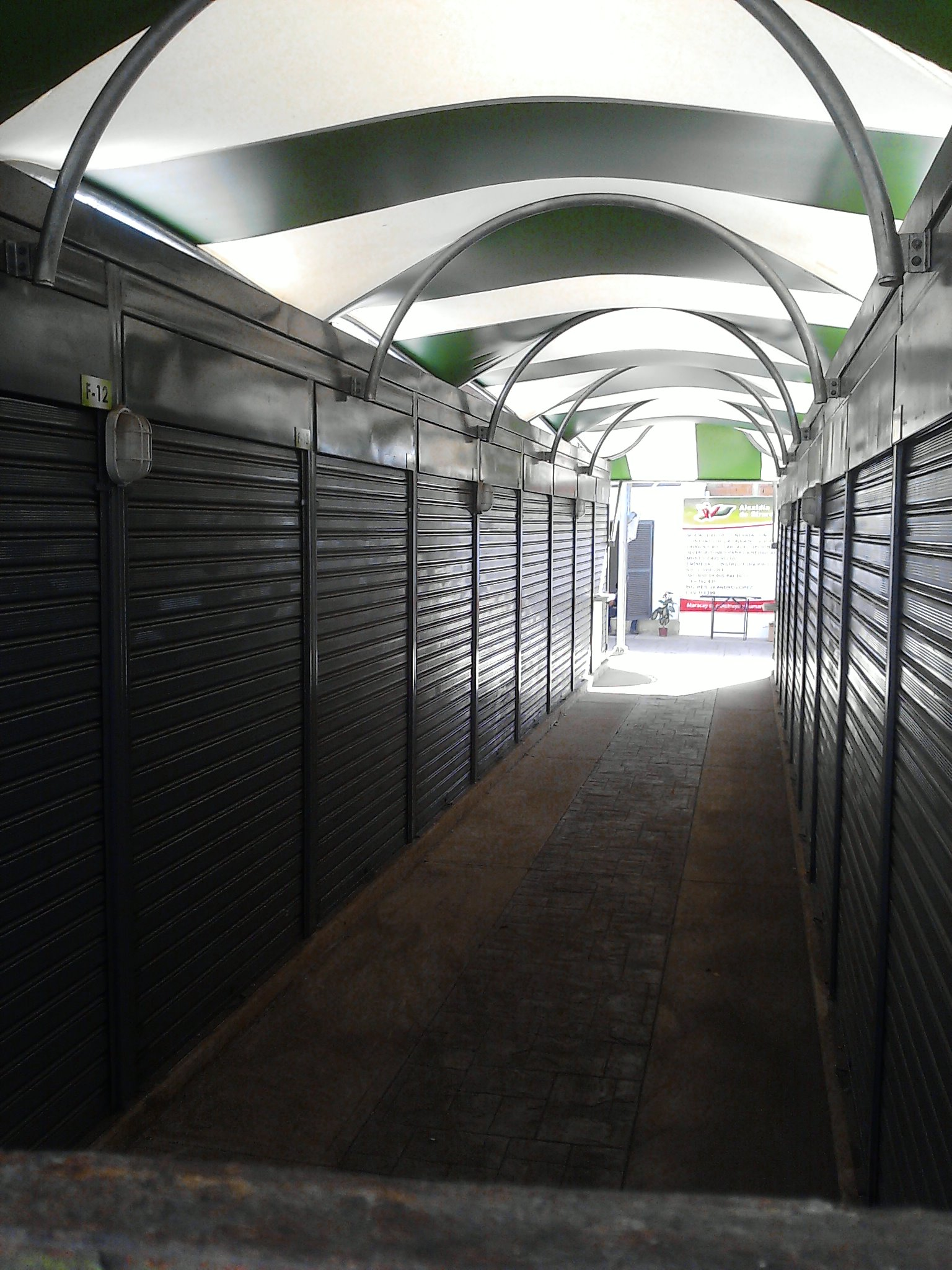
Vista parcial del mercado 19 de Abril creado por la Alcaldía de Girardot para el comercio informal.

En las elecciones regionales de 2008, el 23 de noviembre de 2008, Bastidas fue elegido alcalde del municipio Girardot del estado Aragua por el 45,74 % de los votos, ganando por un estrecho margen de 151 votos frente a su contrincante más cercano, Richard Mardo. Asumiendo el cargo en diciembre de 2008.
En el 2009 el Frente Alfredo Maneiro y la Alcaldía de Girardot crean la empresa de propiedad social «Fábrica de Sueños», la cual produce juguetes de madera para los sectores más desposeídos del municipio.
Desde el 2010 la Alcaldía de Girardot brinda servicio de Internet Wi-Fi comunitaria, gratuita y abierta a través de ocho puntos de conexión en los siguientes lugares de Maracay: Alcaldía de Girardot, Las Ballenas, Terminal, Estadio José Pérez Colmenares, y los sectores Las Acacias, Los Samanes, San Miguel y La Independencia. Igualmente, en el 2010, la Alcaldía de Girardot crea la emisora Radio Girardot 96.1 FM, en la cual el alcalde Pedro Bastidas fue conductor del programa Conversando y Construyendo con Pedro Bastidas. El 30 de noviembre de 2010 la Alcaldía de Girardot inauguró el Estudio de Grabación Otilio Galíndez, un estudio de grabación que ha apoyado al talento regional y nacional de Venezuela.
En el 2011, la Alcaldía de Girardot, Europlast de Venezuela, C.A. y el Frente Alfredo Maneiro crean la unidad Plástico-Productiva Socialista, la cual produce tanques de agua, conos de seguridad vial, pipotes de basura y otra serie de productos plásticos; parte de estos productos fueron transferidos por la Alcaldía de Girardot a los distintos consejos comunales de Maracay y Choroní.
Como parte de las políticas de renovación y planificación urbana, la Alcaldía de Girardot construyó seis mercados para los comerciantes informales de Maracay, se alivió el tráfico vehicular en varias zonas de alta congestión vehicular, recuperación de fuentes, plazas, paseos y canchas, y se creó la Planta Socialista de Asfaltado del municipio Girardot; esta planta surgió a partir de la necesidad de la alcaldía de obtener asfalto y la cierta dificultad de su obtención por medio del sector privado.
La Alcaldía de Girardot dispone desde diciembre de 2013 de un laboratorio de control de calidad de mezclas asfálticas para la Planta Socialista de Asfaltado.

#### Segundo período (2013-2021)
El 8 de diciembre de 2013, en las elecciones municipales de ese año, Pedro Bastidas fue reelecto como alcalde del municipio Girardot con el 51,55 % de los votos, siendo apoyado por los partidos del Gran Polo Patriótico. El 14 de diciembre de 2013 fue juramentado para el período 2013-2017.
En su programa de gobierno para el período 2013-2017, Pedro Bastidas propuso cuatro puntos:
1. Nueva institucionalidad: para «transformar dialécticamente la estructura del poder público municipal, propiciando una nueva cultura del hecho público, que trascienda desde la conciencia y el accionar, el conjunto de posturas, costumbres y prácticas instituidas por la burocracia y el burocratismo».
2. Atención social y desarrollo humano: para «propiciar la superación de las condiciones de pobreza, exclusión social, y discriminación por razones de raza, origen étnico, cultural o religioso, edad, condición especial o capacidad diferenciada, de género y diversidad sexual, mediante los servicios de atención social municipales».
3. Fortalecimiento del poder popular: para «fortalecer los procesos de participación política, económica y social del pueblo que permita ir configurando una nueva base o estructura económica y social correspondiente a las necesidades propias de las comunidades, mediante la democratización de las formas de propiedad, donde se establezcan experiencias económicas mediante el empoderamiento del poder popular sobre los instrumentos y medios de producción».
4. Ordenamiento y desarrollo urbano: para «implementar un modelo de planificación para atender el crecimiento urbano y desarrollo armónico, ecosustentable, acorde al nuevo modo de relacionarnos en la etapa de transición al socialismo; preservando el patrimonio histórico, donde se garanticen la accesibilidad a los servicios, se habiliten y humanicen los espacios públicos, para el goce y disfrute de los ciudadanos y ciudadanas del municipio Girardot».[44]